# 宇甘川
宇甘川（うかいがわ）は、旭川水系の支流で岡山県中部を流れる一級河川。「うかんがわ」とも呼ばれる。

## 地理
- 吉備高原の大和山（吉備中央町納地）付近に源を発し概ね南東流。中流では約4kmにわたって宇甘渓を刻み、岡山市北区御津金川で旭川に注ぐ。

## 流域の自治体
岡山県
加賀郡吉備中央町、岡山市

## 並行する交通

### 鉄道
- JR西日本津山線（箕地トンネル～金川駅間で平行）

### 道路
- 岡山県道31号高梁御津線（ほぼ全流域で並行）

## 流域の観光地
- 宇甘渓:（吉備中央町） - 岡山県では紅葉で知られた景勝地。流域は吉備清流県立自然公園に指定されている[1]。